# Бичер, Элизабет
Элизабет Бичер (англ. Elizabeth Beecher, 19 февраля 1898, Бриджпорт, Коннектикут — 8 марта 1973 или 3 марта 1973, Бербанк, Калифорния) — американская сценаристка, наиболее известна по работе над фильмами и телешоу на западную тематику в 1940-х и 1950-х годах.

## Ранние годы
Бичер родилась в Бриджпорте, штат Коннектикут, и является потомком Гарриет Бичер-Стоу, автора книги «Хижина дяди Тома». В 1920 году она окончила Сиракузский университет по специальности «английский язык и история».

## Карьера
Бичер работала репортёром и писателем в Syracuse Journal, San Francisco Chronicle и New York American. В 1937 году она переехала в Голливуд, где начала работать писателем-фрилансером. Она начала писать сценарии для западных кинопродюсеров, а также для телевизионных шоу, таких как «Лэсси» и «Шоу Джина Отри».
Помимо кино, Бичер писала комиксы и детские книги, в том числе адаптации «Двадцати тысяч лье под водой» и «Тонка» для корпорации Walt Disney. Также к работам её авторства относятся кулинарная книга ранних американских семейных рецептов, семь Маленьких золотых книг, четыре Больших золотых книги и «Ковбой из двадцати баров», книга, выбранная для включения в Детскую библиотеку Британского музея. Она также переписала более 100 рукописей.

## Фильмография

### Телевидение
- The Cisco Kid[англ.] (various)[5]

### Кино
- Пули и сёдла[англ.], 1943 (сценарист)[6]
- Грубые всадники Шайенна[англ.], 1945 (сценарист)[7]

## Личная жизнь
Бичер умерла 3 марта 1973 года в Бербанке, штат Калифорния. У неё остался сын Гай Сноуден Миллер; её сестра Дороти Шидлер; её внук Джин; и её внучка Керри.